# Creusèir lo Vielh
Creuzier-le-Vieux és un municipi francès, situat al departament de l'Alier i a la regió d'Alvèrnia-Roine-Alps. L'any 2007 tenia 3.195 habitants.

## Demografia

### Població
El 2007 la població de fet de Creuzier-le-Vieux era de 3.195 persones. Hi havia 1.275 famílies de les quals 263 eren unipersonals (120 homes vivint sols i 143 dones vivint soles), 490 parelles sense fills, 418 parelles amb fills i 104 famílies monoparentals amb fills.
La població ha evolucionat segons el següent gràfic:
Habitants censats

### Habitatges
El 2007 hi havia 1.405 habitatges, 1.303 eren l'habitatge principal de la família, 17 eren segones residències i 86 estaven desocupats. 1.386 eren cases i 14 eren apartaments. Dels 1.303 habitatges principals, 1.121 estaven ocupats pels seus propietaris, 163 estaven llogats i ocupats pels llogaters i 19 estaven cedits a títol gratuït; 1 tenia una cambra, 24 en tenien dues, 151 en tenien tres, 411 en tenien quatre i 715 en tenien cinc o més. 1.144 habitatges disposaven pel capbaix d'una plaça de pàrquing. A 458 habitatges hi havia un automòbil i a 771 n'hi havia dos o més.

### Piràmide de població
La piràmide de població per edats i sexe el 2009 era:
| Homes | Edats   | Dones |
| ----- | ------- | ----- |
| 4     | 95 o +  | 0     |
| 0     | 90 a 94 | 8     |
| 12    | 85 a 89 | 8     |
| 24    | 80 a 84 | 28    |
| 48    | 75 a 79 | 60    |
| 40    | 70 a 74 | 36    |
| 68    | 65 a 69 | 80    |
| 100   | 60 a 64 | 84    |
| 104   | 55 a 59 | 92    |
| 124   | 50 a 54 | 136   |
| 140   | 45 a 49 | 156   |
| 108   | 40 a 44 | 104   |
| 132   | 35 a 39 | 144   |
| 80    | 30 a 34 | 80    |
| 52    | 25 a 29 | 52    |
| 72    | 20 a 24 | 60    |
| 116   | 15 a 19 | 56    |
| 108   | 10 a 14 | 128   |
| 128   | 5 a 9   | 108   |
| 52    | 0 a 4   | 60    |

## Economia
El 2007 la població en edat de treballar era de 2.121 persones, 1.498 eren actives i 623 eren inactives. De les 1.498 persones actives 1.397 estaven ocupades (709 homes i 688 dones) i 101 estaven aturades (50 homes i 51 dones). De les 623 persones inactives 294 estaven jubilades, 187 estaven estudiant i 142 estaven classificades com a «altres inactius».

### Ingressos
El 2009 a Creuzier-le-Vieux hi havia 1.317 unitats fiscals que integraven 3.324,5 persones, la mediana anual d'ingressos fiscals per persona era de 19.940 €.

### Activitats econòmiques
Dels 152 establiments que hi havia el 2007, 2 eren d'empreses extractives, 4 d'empreses alimentàries, 3 d'empreses de fabricació de material elèctric, 12 d'empreses de fabricació d'altres productes industrials, 31 d'empreses de construcció, 40 d'empreses de comerç i reparació d'automòbils, 5 d'empreses de transport, 4 d'empreses d'hostatgeria i restauració, 3 d'empreses d'informació i comunicació, 7 d'empreses financeres, 2 d'empreses immobiliàries, 15 d'empreses de serveis, 17 d'entitats de l'administració pública i 7 d'empreses classificades com a «altres activitats de serveis».
Dels 43 establiments de servei als particulars que hi havia el 2009, 8 eren tallers de reparació d'automòbils i de material agrícola, 2 tallers d'inspecció tècnica de vehicles, 2 paletes, 6 guixaires pintors, 5 fusteries, 8 lampisteries, 6 electricistes, 2 empreses de construcció, 2 perruqueries i 2 restaurants.
Dels 3 establiments comercials que hi havia el 2009, 1 era una botiga de menys de 120 m², 1 una botiga d'equipament de la llar i 1 una botiga de material esportiu.
L'any 2000 a Creuzier-le-Vieux hi havia 18 explotacions agrícoles que ocupaven un total de 266 hectàrees.

## Equipaments sanitaris i escolars
L'únic equipament sanitari que hi havia el 2009 era una farmàcia.
El 2009 hi havia 1 escola maternal i 1 escola elemental.

## Poblacions properes
El següent diagrama mostra les poblacions més properes.